# ميكاد بروكس
ميكاد بروكس (بالإنجليزية: Mehcad Brooks) هو عارض وممثل أمريكي، ولد في 25 أكتوبر 1980 بأوستن في الولايات المتحدة.

## أعمال

### أفلام
- (2006) طريق المجد

### مسلسلات
- جاغ
- دم حقيقي
- ربات بيوت يائسات
- شبح هامس
- كولد كيس

## وصلات خارجية
- ميكاد بروكس على موقع IMDb (الإنجليزية)
- ميكاد بروكس على موقع روتن توميتوز (الإنجليزية)
- ميكاد بروكس على موقع ألو سيني (الفرنسية)
- ميكاد بروكس على موقع ميوزك برينز (الإنجليزية)
- ميكاد بروكس على موقع أول موفي (الإنجليزية)
- ميكاد بروكس على موقع قاعدة بيانات الأفلام السويدية (السويدية)
- ميكاد بروكس على موقع إن إن دي بي (الإنجليزية)
- ميكاد بروكس على موقع قاعدة بيانات الفيلم (الإنجليزية)
- ميكاد بروكس على موقع كينوبويسك (الروسية)